# Ołeksandr Swiszczow
Ołeksandr Jurijowycz Swiszczow (ukr. Олександр Юрійович Свіщов; ang. Oleksandr Svishchov; ur. 22 września 1970 we Lwowie, obwód lwowski, Ukraińska SRR) – ukraiński działacz sportowy i biznesmen. Prezes Federacji Piłki Wodnej Ukrainy (od 17 czerwca 2021), wiceprezes Federacji Piłki Wodnej Ukrainy (od 2014 do 2021). Prezes klubu waterpolo Dynamo (Lwów) (od 2012 r.).

## Biografia

### Wczesne lata
Urodził się 22 września 1970 roku we Lwowie. W 1987 r. ukończył szkołę średnią i rozpoczął naukę we lwowskiej średniej szkole zawodowej nr 22, którą ukończył w 1989 r., uzyskując zawód zegarmistrza.
W latach 1989–1994 pracował jako zegarmistrz. Następnie został kierownikiem sprzedaży w firmie Kamaz-Lviv Ltd., a w 1997 r. został przeniesiony na stanowisko zastępcy dyrektora ds. sprzedaży, gdzie pracował do 2006 r.

### Działalność przedsiębiorcza
W 1999 r. rozpoczął działalność w zakresie produkcji części zamiennych i komponentów do dużych pojazdów. W 2000 r. zainwestował w akcje Avtomat Ltd i stał się jednym z udziałowców i współwłaścicieli przedsiębiorstwa.
W 2002 r. nabył udziały Samborskiego Eksperymentalnego Zakładu Budowy Maszyn i stał się jego współwłaścicielem. W 2006 r. Oleksandr Svishchov został udziałowcem przedsiębiorstwa „Liteiny Zavod”, gdzie do 2011 r. pełnił funkcję dyrektora handlowego.
W latach 2011–2012 pełnił funkcję przewodniczącego rady nadzorczej OJSC Avtomat. W 2012 r. sprzedał udziały w spółkach i zainwestował w handel detaliczny wyrobami tytoniowymi.
W 2019 r. był współzałożycielem Lwowskiej Fabryki Tytoniu i Marvel Trading House Ltd.
W 2021 r. ukończył Lwowski Uniwersytet Biznesu i Prawa na kierunku „Stosunki Międzynarodowe, Komunikacja Publiczna i Etapy Regionalne”.
Od 2021 r. pełni funkcję doradcy przewodniczącego Lwowskiej Rady Obwodowej.

## Kariera sportowa
W latach 2001–2003 kierował ukraińskim klubem piłkarskim SKA-Orbita (Lwów).
W 2012 r. objął stanowisko prezesa klubu piłki wodnej Dynamo Lwów. W ciągu kilku lat klub został mistrzem Ukrainy, zdobywcą Pucharu Ukrainy i trzykrotnym zdobywcą Superpucharu Ukrainy.
W 2014 roku został wybrany wiceprezesem Ukraińskiej Federacji Piłki Wodnej. 17 czerwca 2021 r. na konferencji sprawozdawczo-wyborczej  został wybrany na prezesa Ukraińskiej Federacji Piłki Wodnej na 4-letnią kadencję.

## Odznaczenia
- Odznaka Honorowa "30 lat Niepodległości Ukrainy" – za rozwój potencjału sportowego i kultury fizycznej Ukrainy[11].
- Odznaka Honorowa Ministerstwa Obrony Ukrainy – za ochotnicze wsparcie Sił Zbrojnych i pomoc finansową[11].